# Cyanopepla orbona
Cyanopepla orbona är en fjärilsart som beskrevs av Druce. Cyanopepla orbona ingår i släktet Cyanopepla och familjen björnspinnare. Inga underarter finns listade i Catalogue of Life.